# Eva Paskuy
Eva Paskuy (Dresden, 14 de novembro de 1948) é uma ex-handebolista alemã, medalhista olímpica.

## Carreira
Eva Paskuy fez parte da equipe alemã oriental do handebol feminino, medalha de prata em Montreal 1976, com um total de 5 jogos.